# Winx Club: El misterio del abismo
Winx Club: El misterio del abismo (en italiano: Winx Club: Il mistero degli abissi) es la tercera película sobre Winx Club que se estrenó en Italia el 4 de septiembre del 2014. En Latinoamérica se estrenó el 15 de septiembre del 2016, y en España aún no se ha estrenado. La historia se sitúa después de la quinta temporada (aunque fue estrenada después de la sexta temporada).

## Sinopsis[4]
Las Trix están de vuelta: ellas quieren sentarse en el Trono del Emperador para reclamar su gran poder. Pero haciendo eso, ellas accidentalmente evocan a Politea. La malvada ninfa aún sigue viva y está preparada para hacer un pacto con las tres brujas. Ella les dice que necesitan activar el Trono del Emperador. Las Trix tienen que liberar a Tritannus de la dimensión del Olvido, pero antes de eso, necesitan una fuerza vital de un rey y las Trix han pensado en Sky, el Rey de Eraklyon, y sobre todo, el prometido de Bloom.
Las Trix aparecen en Gardenia (la Tierra), donde Bloom y Sky están disfrutando de un día juntos. Bloom sola no puede hacer nada, así que las Trix secuestran a Sky y se lo llevan al Océano Infinito. Las tres brujas liberan a Tritannus y lo convencen de ser su aliado de nuevo para conseguir la poderosa Perla de los Abismos. Las Winx se unen a Bloom y juntas deciden ir a rescatar a Sky.
¿Cómo conseguirán sobrevivir en la terrible prisión de la Dimensión del Olvido? ¿Cómo podrán parar a Tritannus y a sus aliadas en la barrera de coral? No sólo lucharán por la salvación de Sky, también por el equilibrio de todo el Océano Infinito.

## Estrenos mundiales
| País            | Nombre                            | Fecha                     | Estudios                         |
| --------------- | --------------------------------- | ------------------------- | -------------------------------- |
| Italia          | Il mistero degli abissi           | 4 de septiembre del 2014  | 01 Distribution                  |
| Rusia           | Тайна морской бездны              | 2 de octubre del 2014     | Новый Диск                       |
| Ucrania         | Таємниця морської безодні         | 2 de octubre del 2014     | Галеон Кіно                      |
| Turquía         | Okyanusun Gizemi                  | 3 de octubre del 2014     | Filma LTD                        |
| Polonia         | Tajemnica Morskiej Głębiny        | 4 de octubre del 2014     | Start International Polska       |
| Serbia          | Мистерија Амбиса Misterija Ambisa | 30 de octubre del 2014    | Desconocido                      |
| República Checa | Winx Club - V tajemných hlubinách | 30 de octubre del 2014    | Desconocido                      |
| Estados Unidos  | The Mystery of the Abyss          | 1 de diciembre del 2014   | Netflix, Fathom Events           |
| Israel          | מועדון ווינקס במעמקי הים הקסום    | 12 de diciembre del 2014  | Desconocido                      |
| Bulgaria        | Мистерия от дълбините             | 26 de diciembre del 2014  | ProFilms                         |
| Francia         | Le mystère des abysses            | 1 de enero del 2015       | Netflix                          |
| Alemania        | Das Geheimnis des Ozeans          | 20 de marzo del 2015      | Universum Film                   |
| Grecia          | Το μυστήριο του Ωκεανού           | 12 de abril del 2015      | Feelgood                         |
| Finlandia       | Syvyyksien salaisuus              | 8 de mayo del 2015        | Desconocido                      |
| Brasil          | O Mistério do Abismo              | 23 de agosto del 2016     | NET NOW                          |
| Latinoamérica   | El Misterio del Abismo            | 15 de septiembre del 2016 | iTunes, Candiani Dubbing Studios |
| España          | El misterio del abismo            | Desconocido               | Desconocido                      |
| Portugal        | O mistério do abismo              | Desconocido               | Desconocido                      |